# Naixença

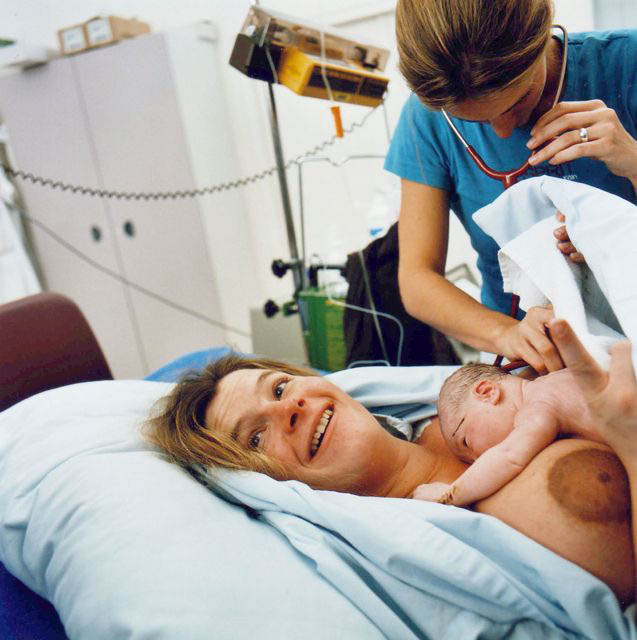
Naixença d'un infant

La naixença o naixement (o naiximent) és el moment d'inici de l'existència autònoma (fora de la matriu o d'un ou) d'un ésser viu. Generalment, per a un animal, la naixença és considerada com el moment en què ix del ventre de sa mare en el cas dels mamífers, o de l'ou en rèptils, ocells, amfibis, insectes i la major part dels peixos.
El terme és usat també per analogia per a designar l'inici d'un període, d'un fenomen, o fins d'una cosa inanimada

## En l'humà
En els éssers humans, la gestació dura prop de nou mesos; el període que va abans de la naixença és també conegut com a prenyat. La naixença es passa de manera molt diferent segons els llocs o les èpoques; "Donaràs a llum enmig de dolors" és el missatge que dona la Bíblia, que pareix haver dominat durant molt de temps Occident (fins a la teoria i la pràctica del part sense dolor), mentre que molts pobles pareixen considerar el part i la naixença com a més naturals, una segona naixença és, d'altra banda, sovint celebrada en cerimònies d'iniciació. És el cas per exemple de la iniciació a una religió: circumcisió jueva o islàmica, bateig cristià, escarificacions rituals...

### Definicions
- La naixença biològica es produeix al part quan l'infant és expulsat del ventre maternal, després que el cordó umbilical és tallat; l'infant esdevé llavors capaç de respirar per ell mateix.
- Del punt de vista jurídic, l'hora i el lloc de la naixença tenen una importància que justifica, en la major part dels països desenvolupats, la definició tan estricta del moment de la naixença, que té moltes conseqüències en el dret (i a vegades en la moral en certs contexts culturals)
- En dret, la naixença defineix el punt de partida de l'existència d'una persona: una persona que naix adquireix una personalitat jurídica, font de drets (sobretot el dret a la vida) però també d'obligacions. Així, una vegada nascut, tot acte que es faça contra la integritat de la vida d'un ésser humà pot ser considerat com a homicidi. L'estat jurídic i moral d'abans de la naixença és sotmès a fluctuacions culturals i religioses: per a certes concepcions religioses, l'embrió de menys de tres mesos, i d'ençà de la concepció, no pot ser impedit de desenvolupar-se sense que les persones que prenen la decisió no siguen condemnables. Dos comportaments són particularment assenyalats: l'avortament i la no-assistència mèdica a un infant que s'estima que no serà viable. Però hi ha també el cas de la mort del fetus: una persona que mata accidentalment un fetus que és dins del ventre de sa mare (per accident d'auto, enverinament, maltractaments...) és culpable d'homicidi? La qüestió és duta de manera diferent segons els drets nacionals en funció de les representacions socials pròpies de cada nació.
- El lloc de naixença té conseqüències jurídiques i socials. És font de drets i deures, sobretot perquè determina la nacionalitat (per als països partidistes d'un dret de sòl).
- La data de naixença determina l'edat d'una persona, la seua data d'aniversari i, jurídicament, alguns dels seus drets (concepte de majoritat). Segons si se situa o no durant el curs d'un matrimoni, la data de naixença defineix els conceptes d'infant legítim i d'infant natural. La data de naixença és usada pels astròlegs per a definir l'horòscop i el tema astral d'una persona.
- En la moral i la religió, la qüestió de la naixença ha estat debatuda durant molt de temps, per a alimentar les qüestions jurídiques sobre el dret de l'infant a nàixer i de l'infant no-viable. Agustí d'Hipona, teòleg i pare de l'Església per exemple s'ha demanat a partir de quin moment el fetus pot ser dotat d'una ànima; situava de manera diferent aquesta data segons el sexe de l'infant: els xics tenien una ànima de manera més precoç. Al segle XXI, una gran part del combat dels col·lectius anomenats pro-vida contra l'avortament són sobre el reconeixement de drets de l'infant a nàixer.

### Naixences múltiples
- Els bessons en moltes civilitzacions han estat considerats d'una manera particular, com també en els mites i religions (Ròmul i Rem, Càstor i Pòl·lux…)
- Del punt de vista de la salut, les naixences múltiples posen sovint més problemes. I el desenvolupament de la concepció assistida posa noves qüestions ètiques i epidemiològiques. En efecte les FIV i l'estimulació ovàrica augmenten molt el risc de tenir bessons o trigèmins (independentment de l'edat de la mare), sovint associats a una prematuritat i a un risc més elevat de problemes de desenvolupament posteriors. El risc de mortalitat per a la mare és igualment augmentat Els tractaments d'estimulació ovàrica usats als anys 1990-2010 han permès de multiplicar per 4 el nombre de naixença respecte als altres tractaments, i són l'origen de 4,5 % dels naixences als Estats Units, però són també l'origen de gairebé 23 % de naixences múltiples, sovint prematures. Aquests bebès prematurs més nombrosos corresponen a un cost suplementari de 26 milions de dòlars/any per als Estats Units, no inclosos els costs de cures durant la vida futura Una altra qüestió, ètica, és que els pares que no poden tenir naturalment infants podrien així fer passar a la seva descendència gens roïns.

### Folklore, mites i religions

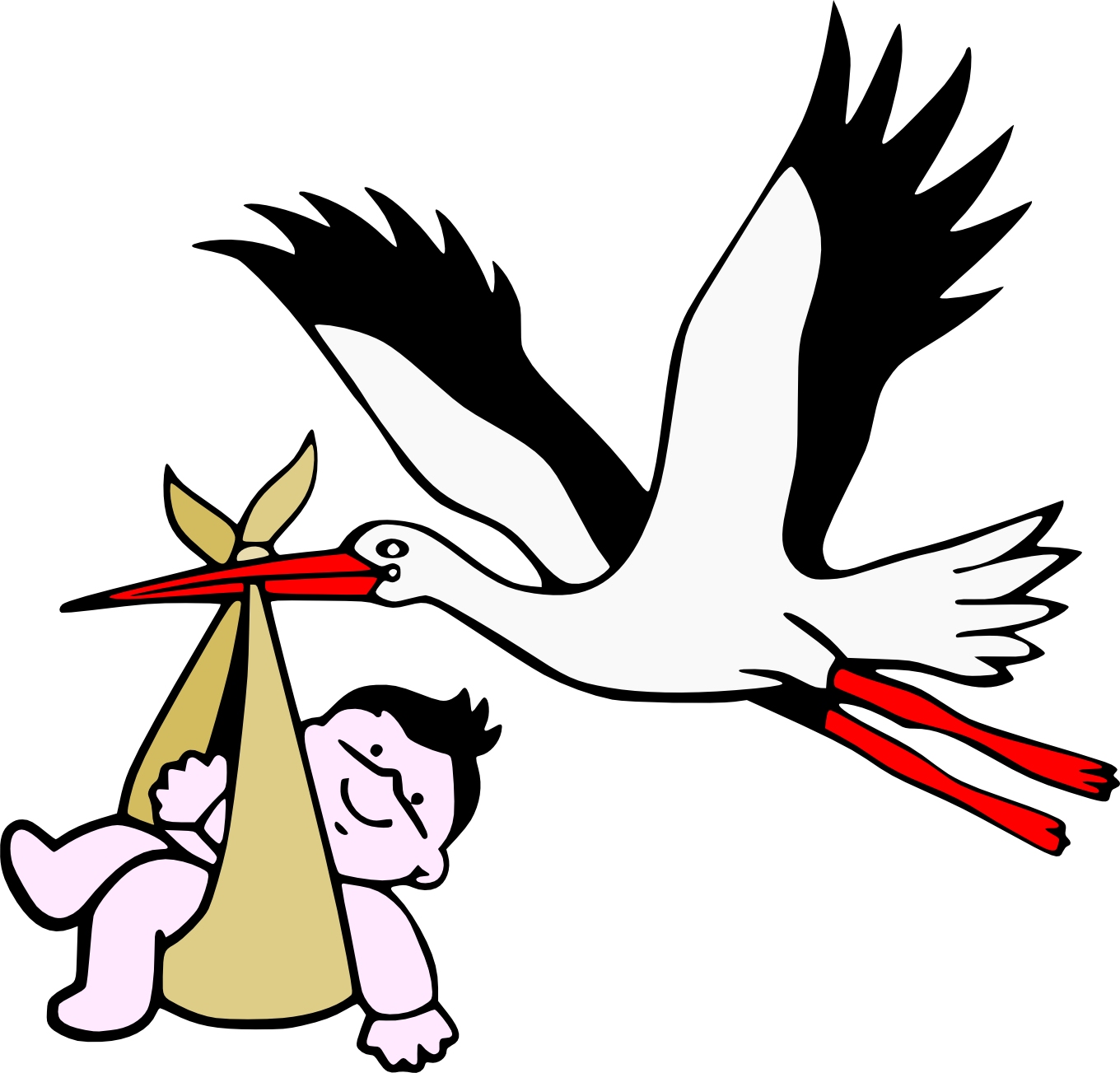
Una cigonya i un nounat

- Les naixences (d'un déu, d'un heroi, d'una ciutat...) són elements importants de molts mites. La naixença sembla igualment sovint representada a les cerimònies d'iniciació tradicionals.
- Als països occidentals, els adults compromesos per les qüestions sexuals lligades a la concepció contaven sovint als infants que els xics naixen en les cols i les xiques en les roses, o que és una cigonya qui porta els nounats.
- Nadal és una festa cristiana que celebra cada any la naixença de Jesucrist. La data de naixença exacte del Crist és desconeguda, la seua festa ha estat fixada litúrgicament el 25 de desembre en la major part dels països.

A Europa la reculada de l'edat de la mare s'explica per diferents factors: durada estudis, treball femení, instal·lació a la vida amb diplomes, faena estable, allotjament i vida de parella